# Chronologie de l'affaire Clearstream 1
Ceci est la chronologie de l'affaire Clearstream 1.

## 2001
- 28 février 2001 : le livre Révélation$ est publié et le film Les Dissimulateurs sur Canal+ est diffusé le 1er mars à 22h00. Clearstream notifie à Canal+ son opposition à la diffusion du reportage, mentionnant qu’il porte atteinte à sa réputation[1].

- Mars 2001 : Ernest Backes et Denis Robert sont auditionnés par la mission parlementaire française[2]. Clearstream et des banques mises en cause dans le livre déposent une série de plaintes contre les auteurs et l'éditeur[3].

- 9 mai 2001 : les juges Eva Joly, Renaud Van Ruymbeke, Jean de Maillard, Bernard Bertossa et Benoît Dejemeppe signent une tribune dans Le Monde daté du 10 mai 2001 intitulée Les 'boîtes noires' de la mondialisation financière, affirmant qu'« il est temps de prendre la mesure » de l'« impact » du « livre du journaliste Denis Robert et de l'ancien cadre luxembourgeois Ernest Backes Révélation$ » [4].

- 11 mai 2001 : la justice du Grand-Duché (Luxembourg) ouvre une information judiciaire sur Clearstream[5].

- 15 mai 2001 : le président de cet organisme financier, André Lussi, est inculpé[6]. Il est « limogé » avec effet immédiat avec deux autres membres du management, le conseiller Carlos Salvatori et le directeur des ressources humaines, Robert Massol. André Roelants (ancien président du directoire de Dexia-Bil) remplace André Lussi[7]. Officiellement, André Lussi n'est suspendu de ses fonctions que « le temps de l'enquête judiciaire », et la nomination définitive de André Roelants est expliquée par le fait que « Clearstream ne peut fonctionner sans véritable CEO à un moment où de nombreux choix stratégiques doivent être pris et que le marché est en mouvement ».

- Juin 2001 : le siège de Clearstream est perquisitionné[3].

- 9 juillet 2001 : Le substitut du Parquet anti-blanchiment de Luxembourg, Carlos Zeyen, publie un communiqué qui s’attarde sur les affirmations d'un « témoin H. », mais dédouane Clearstream de tout « blanchiment systématique ». L'enquête continue.

- 15 septembre 2001 : Le témoin H., Régis Hemple, ancien vice-président de clearstream, dépose devant Vincent Peillon et Arnaud Montebourg et raconte comment des milliers de transactions étaient effacées des ordinateurs après avoir été effectuées.

- 2001 : à la suite de la publication de Révélation$, les députés européens Harlem Désir (PS), Glyn Ford et Francis Wurtz (PCF) demandent à la Commission européenne si la directive du 10 juin, 1990 (91/308 CE) réglementant les activités financières est bien appliquée au Luxembourg. Harlem Désir accuse la banque Menatep de détenir un « compte non déclaré » chez Clearstream et reproche des « infractions graves » sur l'utilisation de systèmes financiers pour blanchir des capitaux. Selon lui, « des montants très supérieurs au plafond autorisé ont été virés sur des comptes de Clearstream » et vers des centres offshore[8]. Le commissaire européen Frits Bolkestein leur répond que « la Commission n'a aucune raison à ce jour de croire que les autorités luxembourgeoises ne l'appliquent pas [la directive] vigoureusement ». Les trois députés européens publient alors un communiqué de presse demandant l'ouverture d'une enquête européenne concernant l'application de la directive en question[9].

- Octobre 2001 : Denis Robert reçoit un troisième listing de 33 340 comptes de Clearstream

- 10 décembre 2001 : La Deutsche Börse Clearing, qui gère la bourse de Francfort, rachète 100 % de Clearstream.

## 2002
- * 22 janvier 2002 : les députés Arnaud Montebourg et Vincent Peillon rendent public le Rapport d'information par la mission d'information commune sur les obstacles au contrôle et à la répression de la délinquance financière et du blanchiment des capitaux en Europe, dont la troisième section du cinquième volume du premier tome est intitulée : La dépendance politique du Luxembourg à l'égard du secteur économique de la finance: l'affaire Clearstream [10].

- 23 janvier 2002 : sortie en librairie de La Boîte noire de Denis Robert, suite et complément de Révélation$.

## 2003
- 1er octobre 2003 : Un jugement du tribunal de grande instance de Paris déboute Clearstream  dans toutes ses demandes. Prétendant avoir été diffamée par les révélations de Denis Robert dans son livre La boîte noire et lors de l'émission Tout le monde en parle du 2 mars 2002 sur France-Télévision, elle lui réclamait la somme de 500 000 € de dommages et intérêts. Clearstream attaquait également le PDG de la chaîne publique et l'animateur de l'émission. Les magistrats ont considéré que les informations révélées sur les activités de blanchiment d'argent sale de Clearstream étaient « sérieuses et recoupées, dépourvues d'animosité et exprimées avec prudence ».